# Acronicta quadrata
Acronicta quadrata är en fjärilsart som beskrevs av Augustus Radcliffe Grote 1874. Acronicta quadrata ingår i släktet Acronicta och familjen nattflyn. Inga underarter finns listade i Catalogue of Life.